# Mateo Guerrero
Mateo Guerrero Cruz es un historietista español, nacido el 8 de julio de 1976 en La Línea de la Concepción (Cádiz), especializado en el género fantástico, con una fuerte influencia estilística del manga.

## Biografía
Tras estudiar magisterio, Mateo Guerrero se dio a conocer con las series Crónicas de Mesene (1995), creada junto al guionista Roke González, y Cazadores en la Red (2000), publicada en "Mi País".
A partir de 2001, ha trabajado para el mercado estadounidense (Warlands), y luego franco-belga (DragonSeed, Beast y Turo).

## Obra
- Zeon, el llanto de los dioses (Camaleón Ediciones) (1995)
- Serie Crónicas de Mesene (Dude Cómics)

1. Crónicas de Mesene (1998)
2. Crónicas de Mesene, Cantares (1999)

- Serie Warlands (DreamWave Productions)

1. Banished Knights #3 y #4 (2000)
2. Ice of Age #6 al #9 (2001)
3. Dark Tide Rising #1 al #6 (2002)

- Serie Dragonseed (Les Humanoïdes Associés)

1. De cendres et de sang (2006)
2. L'Etreinte du Griffon (2006)

- Serie Beast (Le Lombard)

1. Yunze, le Dieu Gardien (2008)
2. Amrath, la Reine Sauvage #6 al #9 (2009)
3. Tône-Thet, le passeur d'âmes #1 al #6 (2010)

- Serie Turo (Le Lombard)

1. Le crâne du Roi-sorcier (2010)
2. Le Coeur d`Helos (2011)
3. Turo Tomo 3 (2012)